# Photorex
Photorex est une marque disparue d'appareils photographiques vendus sous le diminutif "Rex" créée vers 1944 par André Grange, d'abord comme grossiste en matériel photographique puis comme fabricant. Le début de la marque se confond avec celle d'Atoms qui produit les premiers modèles. Fragilisée par un développement trop rapide la marque disparait en 1952.

## Histoire
André Grange est un peintre portraitiste sorti des beaux-Arts en 1926. Comme beaucoup de peintres, il ajoute le portrait photographique à son activité. Il rachète un atelier photographique rue de la République à Saint-Étienne qu'il exploite avec succès pendant 18 ans, employant jusqu'à 17 collaborateurs. Pendant la guerre il ajoute une activité de grossiste en matériel photo sous le nom de "Société Française Photorex" vendant en gros des papiers, produit chimique et matériels d'éclairage. De tous les produits nécessaires à la photographie le plus rare est l'appareil photo dont la production en France est confidentielle et les importations en provenance d'Allemagne interrompues. Photorex tente de convaincre les rares fabricants de lui fournir des appareils mais en temps de pénurie les fabricants n'ont pas besoin de grossistes pour vendre leur production.  
La seule solution restante est de se lancer dans la fabrication. Une entité composée de techniciens, d'horlogers, d'ingénieurs, de mécaniciens et d'opticiens, Atoms est créée. Monsieur Grange est le financier de l'affaire.  

## Production

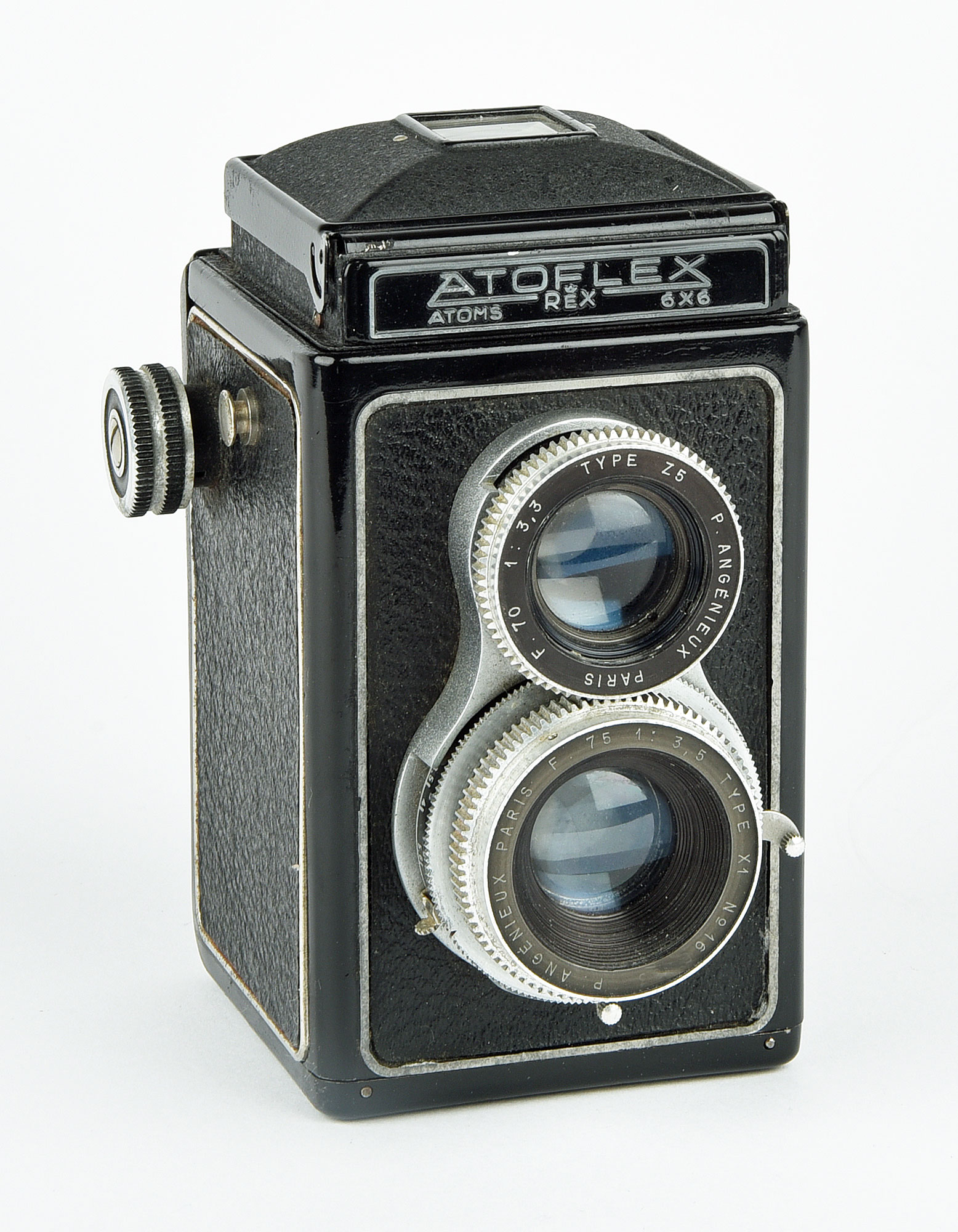
Atoms Atoflex

Les premiers appareils, Aiglon et Atoflex sont produits par Atoms à Nice et commercialisés par Photorex.
Souhaitant se recentrer sur Saint-Étienne monsieur Grange y crée une nouvelle usine pour produire ses appareils sous le nom de Rex-Reflex. Dans une usine louée à Saint-Étienne monsieur Grange recrée une équipe avec des mécaniciens locaux ou débauchés de chez OPL Foca où des anciens de Pontiac ne voulant pas suivre la migration de l'usine à Casablanca.
Le Rex Reflex se veut plus luxueux et précis que les Atoflex. Sur un robuste boitier en fonte d'aluminium sont montés un dos, un capuchon et une platine porte objectifs également en fonte d'aluminium. Le gainage est en cuir véritable et les pignons de couplage des optiques sont faits en laiton ce qui donne un fonctionnement plus doux que celui des pignons en aluminium précédents. L'avancement du film automatique ne peut pas être proposé immédiatement et il faut encore surveiller l'avancement sur un compteur visible du dessus de l'appareil (modèle B1 de 1950). Par contre, l'innovation majeure de cet appareil est l'interchangeabilité des objectifs encore jamais réalisé sur un reflex à deux objectifs est présente. Elle repose sur l'utilisation de platines amovibles munies d'objectifs de diverses focales. Un 75 mm à la prise de vue et un 70 mm à la visée en configuration normale et un 150 mm à la prise de vue et un 100 mm à la visée en mode téléobjectif.
Le modèle Rex Reflex B2 de 1951 aura un "semi-automatisme" pour l'avancement du film. Le film est bien bloqué automatiquement mais il faut le débloquer manuellement après la prise de vue. À partir de fin 1951 le déblocage du film devient automatique au déclenchement.
Les Rex Reflex standard seront produits sans la possibilité de changement d'objectifs.
Le modèle Rex Reflex B2bis de 1952 est muni de deux leviers permettant un remplacement des objectifs plus rapide qu'avec les quatre vis des modèles précédents.

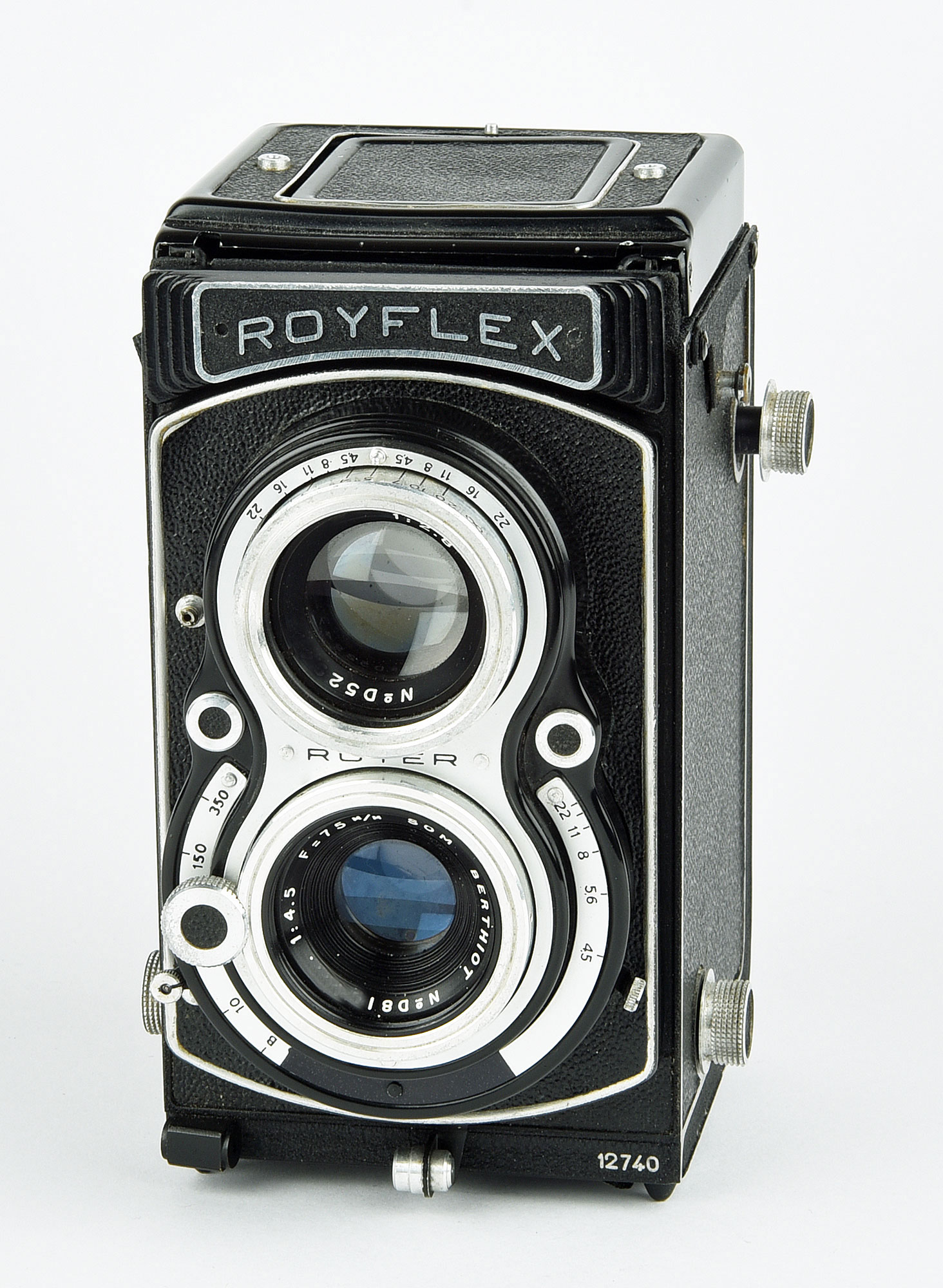
Un Rex Reflex devenu un Royer Royflex

Le succès est immédiat et les commandes affluent. Une usine neuve est construite occupant 120 employés. Des machines outils sont commandées. Cette augmentation massive des charges est trop brutale pour les finances de la société qui se trouve en difficulté, menacée d'une demande de liquidation par des sous-traitants que les impayés mettent en danger. Monsieur Grange se rend à New York et présente lors d'une réception donnée par l'attaché commercial de l'ambassade de France les dernières versions de Rex Reflex. Il rentre avec une commande ferme de 10 000 appareils à livrer avant six mois qui aurait été synonyme de salut pour l'entreprise. Les banques ayant refusé de suivre en raison du passif accumulé, la société est liquidée en 1952. Monsieur Grange reprend alors son activité de portraitiste. L'appareil est vendu à René Royer qui en fera le Royflex. En 1960 Mamiya lance le Mamiyaflex reprenant le principe des platines interchangeables qui n'avait pas été breveté au Japon.